# King Robert of Sicily
King Robert of Sicily è un cortometraggio muto del 1913. Il nome del regista non viene riportato nei credit del film basato sul poema di Henry Wadsworth Longfellow.

## Produzione
Il film fu prodotto dalla Essanay Film Manufacturing Company.

## Distribuzione
Distribuito dalla General Film Company, il film - un cortometraggio in due bobine - uscì nelle sale cinematografiche USA il 4 agosto 1913.